# Liste ägyptologischer Museen und Sammlungen
Die Liste der ägyptologischen Museen und Sammlungen bietet einen Überblick über Museen, universitäre und sonstige öffentlich zugängliche Sammlungen, die sich ganz oder teilweise dem Sammeln und Ausstellen ägyptischer Altertümer widmen. Nicht berücksichtigt sind für die Öffentlichkeit unzugängliche Privatsammlungen. Ägyptologische Museen und Sammlungen existieren in über 60 Staaten, wobei die meisten und auch die bedeutendsten Einrichtungen in Ägypten selbst, in mehreren europäischen Ländern und in den Vereinigten Staaten liegen.

## Ägypten
| Stadt                            | Einrichtung                                                  | Gründung                                                                 | Anmerkungen |
| -------------------------------- | ------------------------------------------------------------ | ------------------------------------------------------------------------ | --- |
| Achmim                           | Achmim Open Air Museum                                       |                                                                          | Grabungsstätte |
| Alexandria                       | Bibliotheca Alexandrina, Archäologisches Museum              | 2002                                                                     | [ 1 ] |
| Alexandria                       | Griechisch-Römisches Museum Alexandria                       | 17. Oktober 1892                                                         | derzeit geschlossen                                                                                                |
| Alexandria                       | Kom ed-Dikka Open Air Museum                                 |                                                                          | Grabungsstätte |
| Alexandria                       | Maritimes Museum                                             | geplant                                                                  | |
| Alexandria                       | Museum der Literaturwissenschaftlichen Fakultät              |                                                                          | |
| Alexandria                       | Nationalmuseum Alexandria                                    | 31. Dezember 2003                                                        | |
| Alexandria                       | Unterwasser-Museum                                           |                                                                          | Artefakte befinden sich unter Wasser                                                                               |
| al-Arisch                        | Sinai Heritage Museum                                        |                                                                          | |
| al-Aschmunain (Hermopolis Magna) | El Ashmunein Open Air Museum                                 |                                                                          | |
| Assiut                           | Es-Salam-Oberschule, Archäologische Sammlung                 |                                                                          | Ehemalige Sammlung von Sayed Chaschaba Pascha                                                                      |
| Assiut                           | Nationalmuseum                                               | geplant                                                                  | Palast des Alexan Pascha                                                                                           |
| Assuan                           | Nubisches Museum                                             | 23. November 1997                                                        | |
| Assuan (Elephantine)             | Aswan Museum                                                 | 1912                                                                     | |
| Assuan (Elephantine)             | Grabungsmuseum                                               |                                                                          | Grabungsstätte |
| al-Bawiti, Bahariya              | Mumien-Museum                                                |                                                                          | Leichname aus dem sog. „Tal der goldenen Mumien“                                                                   |
| Beni Suef                        | Museum von Beni Suef                                         | 1997                                                                     | |
| Charga                           | Charga-Museum                                                | 1976                                                                     | |
| Edfu                             | Archäologisches Museum                                       | geplant                                                                  | identisch zu Open Air Museum am Tempel von Edfu?                                                                   |
| al-Fayyūm                        | Archäologisches Museum des Fayyum                            | geplant                                                                  | |
| al-Fayyūm                        | Kiman Faris Open Air Museum                                  | geplant                                                                  | |
| al-Fayyūm                        | Kulturpalast, Prähistorische Sammlung                        | geplant                                                                  | |
| Gizeh                            | Bootsmuseum                                                  | um 1985                                                                  | Ausstellungsstücke im August 2021 ins Große Ägyptische Museum überführt, Museum im Februar 2022 abgebaut           |
| Gizeh                            | Großes Ägyptisches Museum                                    | geplant                                                                  | |
| Hirriyyat Razna, bei Zagazig     | Sharkeya Nationalmuseum                                      | 1973                                                                     | Das Museum ist seit 2006 dauerhaft geschlossen, die Funde sollen im neuen Museum in Tell Basta ausgestellt werden. |
| Hurghada                         | Nationalmuseum                                               | geplant                                                                  | |
| Ismailia                         | Ismailia-Museum                                              | 1932                                                                     | [ 3 ] |
| Kafr asch-Schaich                | Kafr el-Sheikh Museum                                        | 2020                                                                     | vorwiegend Funde aus Buto ausgestellt                                                                              |
| Kairo                            | Ägyptische Nationalbibliothek                                |                                                                          | |
| Kairo                            | Ägyptisches Museum                                           |                                                                          | |
| Kairo                            | Cairo International Airport Museum                           | 2021                                                                     | in den Terminals 2 und 3 des Flughafens Kairo-International untergebracht                                          |
| Kairo                            | Gayer-Anderson-Museum                                        | um 1942                                                                  | |
| Kairo                            | Institut français d’archéologie orientale                    |                                                                          | |
| Kairo                            | Koptisches Museum                                            | 1908                                                                     | Koptische Kunst |
| Kairo                            | Landwirtschaftsmuseum                                        |                                                                          | |
| Kairo                            | Medizinmuseum                                                | geplant                                                                  | |
| Kairo                            | Militärmuseum                                                |                                                                          | |
| Kairo                            | Museum der Archäologischen Fakultät der Universität Kairo    |                                                                          | |
| Kairo                            | Museum of Historic Cairo                                     | geplant                                                                  | |
| Kairo                            | Nationalmuseum der ägyptischen Zivilisation                  | 2017                                                                     | Standort in Fustat                                                                                                 |
| Kairo                            | Postmuseum                                                   |                                                                          | |
| Kairo                            | Textilmuseum                                                 |                                                                          | Alt-Kairo |
| Kairo                            | Zentrum für Papyrologie der Ain-Schams-Universität           |                                                                          | |
| Karnak                           | Karnak Open Air Museum                                       | 22. April 1986                                                           | |
| Kom Auschim (Karanis)            | Kom Auschim-Museum                                           | 1974                                                                     | |
| Kom Ombo                         | Krokodilmuseum                                               | 2012                                                                     | |
| Luxor                            | Luxor-Museum                                                 | 1975                                                                     | |
| Luxor                            | Mumifizierungs-Museum                                        | 1997                                                                     | |
| Mallawi                          | Mallawi-Museum                                               | 1963                                                                     | Das Museum wurde am 15. August 2013 verwüstet.                                                                     |
| Marina el-Alamein                | Museum                                                       | geplant                                                                  | |
| Marsa Alam                       | Marsa Alam-Museum                                            | geplant                                                                  | |
| Marsa Matruh                     | Archäologisches Museum                                       | geplant                                                                  | |
| al-Minya                         | Minya-Museum                                                 | im Bau                                                                   | |
| Mit Rahina (Memphis)             | Memphis Open Air Museum                                      |                                                                          | |
| Mut (Oase Dachla)                | Archäologisches Museum                                       | geplant                                                                  | Errichtung unbestimmt                                                                                              |
| Port Said                        | Militärmuseum                                                |                                                                          | |
| Port Said                        | Nationalmuseum                                               | geplant                                                                  | |
| Qina                             | Prädynastisches Museum                                       | geplant                                                                  | |
| al-Qurna                         | Museum im Totentempel des Merenptah                          |                                                                          | |
| al-Qusair                        | Al-Qusair-Museum                                             | geplant                                                                  | |
| Rosette                          | Nationalmuseum                                               | 30. Juli 2009                                                            | |
| Sakkara                          | Imhotep-Museum                                               | 2006                                                                     | |
| San el-Hagar (Tanis)             | San el-Hagar-Museum                                          |                                                                          | |
| Scharm El-Scheich                | Ägyptisches Museum                                           | 2020                                                                     | |
| Schibin al-Kaum                  | Universität Minufiyya, Fakultät für Tourismus und Hotellerie | geplant                                                                  | |
| Sohag, Nasr City                 | Archäologisches Museum                                       | im Bau                                                                   | |
| Sues                             | Nationalmuseum                                               | - 19. Mai 2011, formell - 24. Oktober 2012, formell - 29. September 2014 | |
| Taba                             | Taba-Museum                                                  |                                                                          | zurzeit geschlossen                                                                                                |
| Tanta                            | Tanta-Museum                                                 |                                                                          | zurzeit geschlossen?                                                                                               |
| Tell Basta (Bubastis)            | Museum von Tell Basta                                        |                                                                          | Skulpturengarten, Museum im Aufbau                                                                                 |
| Tell el-Daba (Auaris)            | Museum von Tell el-Daba                                      | geplant                                                                  | |
| Zagazig                          | Universität Zagazig, Archäologisches Museum                  | 1992                                                                     | [ 7 ] |

## Algerien
| Stadt     | Einrichtung      | Gründung | Anmerkungen |
| --------- | ---------------- | -------- | ----------- |
| Cherchell | Cherchell Museum |          |             |

## Argentinien
| Stadt        | Einrichtung                                                        | Gründung | Anmerkungen |
| ------------ | ------------------------------------------------------------------ | -------- | ----------- |
| Buenos Aires | Museo Etnografico Ambrosetti                                       |          |             |
| Buenos Aires | Museo Nacional de Arte Oriental                                    |          |             |
| Buenos Aires | Amalia Lacroze de Fortabat Art Collection                          |          |             |
| La Plata     | Museo de La Plata                                                  |          |             |
| La Plata     | Museo de Ciencias Naturales de la Universidad Nacional de La Plata |          |             |

## Armenien
| Stadt   | Einrichtung         | Gründung | Anmerkungen |
| ------- | ------------------- | -------- | ----------- |
| Jerewan | Gemäldegalerie      |          |             |
| Jerewan | Historisches Museum |          |             |

## Aserbaidschan
| Stadt | Einrichtung                                      | Gründung | Anmerkungen |
| ----- | ------------------------------------------------ | -------- | ----------- |
| Baku  | Nationalmuseum für die Geschichte Aserbaidschans |          |             |

## Australien
| Stadt     | Einrichtung                                                  | Gründung | Anmerkungen |
| --------- | ------------------------------------------------------------ | -------- | ----------- |
| Adelaide  | Museum of Classical Archaeology                              |          |             |
| Adelaide  | South Australian Museum                                      | 1847     |             |
| Armidale  | Museum of Antiquities                                        |          |             |
| Brisbane  | Antiquities Museum                                           |          |             |
| Melbourne | Australian Institute of Archaeology                          |          |             |
| Melbourne | Ian Potter Museum of Art                                     |          |             |
| Melbourne | Melbourne Museum                                             | 2000     |             |
| Melbourne | Museum of Mediterranean Antiquities                          |          |             |
| Melbourne | National Gallery of Victoria                                 | 1861     |             |
| Melbourne | Queens College, University of Melbourne, Egyptian Collection |          |             |
| Perth     | Museum of Western Australia                                  |          |             |
| St. Lucia | University of Queensland Museum                              |          |             |
| Sydney    | Australian Museum                                            | 1827     |             |
| Sydney    | Ancient History Teaching Collection                          |          |             |
| Sydney    | Museum of Ancient Cultures                                   |          |             |
| Sydney    | Nicholson Museum                                             |          |             |

## Belgien
| Stadt            | Einrichtung                                                  | Gründung | Anmerkungen |
| ---------------- | ------------------------------------------------------------ | -------- | ----------- |
| Antwerpen        | HeadquARTers                                                 |          |             |
| Antwerpen        | Museum aan de Stroom                                         |          |             |
| Antwerpen        | Museum Vleeshuis                                             |          |             |
| Arlon            | Musée Luxembourgois                                          |          |             |
| Brüssel          | Königliche Bibliothek Belgiens                               |          |             |
| Brüssel          | Königliche Museen für Kunst und Geschichte (Jubelparkmuseum) |          |             |
| Brüssel          | Musikinstrumentenmuseum                                      |          |             |
| Gent             | Universitätssammlung                                         |          |             |
| Lokeren          | Stedelijk Museum                                             |          |             |
| Louvain-la-Neuve | Musée de Louvain-la-Neuve                                    |          |             |
| Lüttich          | Musée Curtius & Musée du Verre                               |          |             |
| Morlanwelz       | Musée royal de Mariemont                                     |          |             |
| Verviers         | Musée d’Archéologie et de Folklore                           |          |             |

## Brasilien
| Stadt          | Einrichtung                                              | Gründung | Anmerkungen                                                             |
| -------------- | -------------------------------------------------------- | -------- | ----------------------------------------------------------------------- |
| Curitiba       | Museu Egípcio e Rosacruz                                 |          | Träger: Universidade Rose-Croix, errichtet in den 1990er Jahren         |
| Ponta Grossa   | Archäologie-Museum                                       |          |                                                                         |
| Rio de Janeiro | Museu Nacional da Universidade Federal do Rio de Janeiro | 1818     | Ausstellungsexemplare unter Stichworten bei Sub-categoria: Egito Antigo |
| São Paulo      | Museu de Arqueologia e Etnologia                         | 1989     |                                                                         |

## China
| Stadt  | Einrichtung               | Gründung | Anmerkungen                                                                         |
| ------ | ------------------------- | -------- | ----------------------------------------------------------------------------------- |
| Peking | Peking University, Museum |          | Vom Botschafter Duang Fang Anfang des 20. Jahrhunderts nach Peking gebrachte Stelen |

## Dänemark
| Stadt         | Einrichtung              | Gründung | Anmerkungen |
| ------------- | ------------------------ | -------- | ----------- |
| Aarhus        | Antikmuseet              |          |             |
| Frederikssund | J. F. Willumsen Museet   |          |             |
| Kopenhagen    | Carsten-Niebuhr-Institut |          |             |
| Kopenhagen    | Dänisches Nationalmuseum |          |             |
| Kopenhagen    | Ny Carlsberg Glyptotek   |          |             |
| Kopenhagen    | Ordrupgaard              |          |             |
| Kopenhagen    | Thorvaldsen-Museum       |          |             |

## Deutschland
| Stadt                   | Bundesland             | Einrichtung                                                                          | Gründung | Anmerkungen |
| ----------------------- | ---------------------- | ------------------------------------------------------------------------------------ | -------- | --- |
| Aachen                  | Nordrhein-Westfalen    | Suermondt-Ludwig-Museum                                                              | 1883     | |
| Bad Staffelstein        | Bayern                 | Museum Kloster Banz                                                                  | 1839     | Die Orientalische Sammlung beinhaltet in ihrer historischen Konzeption archäologische Objekte der altägyptisch-pharaonischen Kulturgeschichte.                                                     |
| Berlin                  | Berlin                 | Ägyptisches Museum Berlin                                                            | 1828     | bekanntes Objekt: Büste der Nofretete, über 80.000 Objekte, weltweit drittgrößte Sammlung |
| Berlin                  | Berlin                 | Antikensammlung                                                                      |          | nennenswerter Bestand an Antiken vor allem der ptolemäischen und römischen Zeit bis zur Spätantike                                                                                                 |
| Berlin                  | Berlin                 | Museum für Byzantinische Kunst                                                       |          | Koptische Kunst |
| Berlin                  | Berlin                 | Botanisches Museum Berlin                                                            |          | |
| Berlin                  | Berlin                 | Seminar für Archäologie und Kulturgeschichte Nordostafrikas der Humboldt-Universität |          | |
| Bonn                    | Nordrhein-Westfalen    | Akademisches Kunstmuseum                                                             |          | |
| Bonn                    | Nordrhein-Westfalen    | Ägyptisches Museum der Universität Bonn                                              |          | |
| Braunschweig            | Niedersachsen          | Herzog Anton Ulrich-Museum                                                           |          | |
| Bremen                  | Bremen                 | Übersee-Museum                                                                       |          | |
| Cottbus                 | Brandenburg            | Fürst-Pückler-Museum                                                                 |          | |
| Darmstadt               | Hessen                 | Hessisches Landesmuseum Darmstadt                                                    | 1820     | Hier seit 2013 auch die Bestände des ehemaligen Wella Museum zur Kulturgeschichte der Schönheitspflege.                                                                                            |
| Detmold                 | Nordrhein-Westfalen    | Lippisches Landesmuseum Detmold                                                      |          | Mumie und Sarg des Nes-pa-kai-schuti. |
| Dresden                 | Sachsen                | Skulpturensammlung                                                                   |          | |
| Düsseldorf              | Nordrhein-Westfalen    | Diakonie Museum Kaiserwerth                                                          |          | |
| Düsseldorf              | Nordrhein-Westfalen    | Glasmuseum Hentrich                                                                  | 1961     | Ohrschmuck aus Glas, kleinere Glasobjekte |
| Düsseldorf              | Nordrhein-Westfalen    | Hetjens-Museum                                                                       | 1909     | 4 Objekte |
| Essen                   | Nordrhein-Westfalen    | Museum Folkwang                                                                      |          | |
| Essen                   | Nordrhein-Westfalen    | Ruhr Museum                                                                          |          | |
| Frankfurt am Main       | Hessen                 | Museum für Kommunikation Frankfurt                                                   |          | Kleine Sammlung von Aegyptiaca; u. a. Schreibutensilien, Papyri, Ostraca, Bootsmodelle |
| Frankfurt am Main       | Hessen                 | Liebieghaus                                                                          |          | |
| Frankfurt am Main       | Hessen                 | Senckenberg-Museum                                                                   |          | |
| Freiburg im Breisgau    | Baden-Württemberg      | Adelhausermuseum (ehemaliges Völkerkundemuseum)                                      |          | |
| Gießen                  | Hessen                 | Das Wallenfels’sche Haus                                                             |          | Ein kleiner Bestand Ägyptica aus der Sammlung der Klassischen Archäologie der Universität Gießen                                                                                                   |
| Gießen                  | Hessen                 | Gießener Papyrussammlungen                                                           |          | |
| Görlitz                 | Sachsen                | Kulturhistorisches Museum Görlitz                                                    |          | Ur- und Frühgeschichtliche Sammlung mit einem kleinen Anteil an Ägyptiaka |
| Göttingen               | Niedersachsen          | Völkerkundliche Sammlung                                                             |          | |
| Göttingen               | Niedersachsen          | Musikinstrumentensammlung der Georg-August-Universität Göttingen                     |          | 145 altägyptische Originale und Replikate zum Thema Musik. Ehemals Sammlung des Musikarchäologen Hans Hickmann.                                                                                    |
| Gotha                   | Thüringen              | Schloss Friedenstein                                                                 |          | |
| Halle (Saale)           | Sachsen-Anhalt         | Archäologisches Museum Robertinum                                                    |          | Kleine ägyptologische Sammlung, insbesondere Kleinkunst und Papyri aus der Sammlung Julius Kurth                                                                                                   |
| Hamburg                 | Hamburg                | Museum für Kunst und Gewerbe Hamburg                                                 |          | |
| Hamburg                 | Hamburg                | Museum am Rothenbaum                                                                 |          | |
| Hamm                    | Nordrhein-Westfalen    | Gustav-Lübcke-Museum                                                                 |          | |
| Hannover                | Niedersachsen          | Museum August Kestner                                                                |          | Ägyptologie ist eine der vier Abteilungen des Museums, daneben ägyptische Objekte aus der griechisch-römischen Zeit in der Antikensammlung des Museums. Ca. 4.500 ägyptische Objekte (Stand 2022). |
| Heidelberg              | Baden-Württemberg      | Ägyptologisches Institut der Universität Heidelberg                                  |          | |
| Hildesheim              | Niedersachsen          | Roemer-und-Pelizaeus-Museum                                                          |          | |
| Iphofen                 | Bayern                 | Knauf-Museum                                                                         |          | Gipsabgüsse ägyptischer Kunstwerke |
| Jena                    | Thüringen              | Antikensammlungen der Universität Jena                                               |          | Kleine Sammlung Ägyptica und Abgüsse des Instituts für Altertumswissenschaften der Friedrich-Schiller-Universität Jena                                                                             |
| Karlsruhe               | Baden-Württemberg      | Badisches Landesmuseum Karlsruhe                                                     |          | |
| Kassel                  | Hessen                 | Museum für Astronomie und Technikgeschichte                                          |          | |
| Kassel                  | Hessen                 | Schloss Wilhelmshöhe                                                                 |          | |
| Köln                    | Nordrhein-Westfalen    | Aegyptiaca Coloniensa                                                                |          | |
| Köln                    | Nordrhein-Westfalen    | Rautenstrauch-Joest-Museum                                                           |          | |
| Leipzig                 | Sachsen                | Ägyptisches Museum der Universität Leipzig                                           |          | |
| Leipzig                 | Sachsen                | Papyrus- und Ostrakasammlung der Universitätsbibliothek Leipzig                      |          | |
| Lübeck                  | Schleswig-Holstein     | Völkerkundesammlung der Lübecker Museen                                              |          | 338 Aegyptiaca |
| Magdeburg               | Sachsen-Anhalt         | Kulturhistorisches Museum Magdeburg                                                  |          | kleine Sammlung an Aegyptiaca; u. a. Bronzestatuetten, Uschebti, Schmuck, Amulette |
| Mainz                   | Rheinland-Pfalz        | Landesmuseum Mainz                                                                   |          | Sammlung des Prinzen Johann Georg von Sachsen, Dauerleihgabe des Kunsthistorischen Instituts der Universität Mainz                                                                                 |
| Mainz                   | Rheinland-Pfalz        | Römisch-Germanisches Zentralmuseum Mainz                                             |          | |
| Mannheim                | Baden-Württemberg      | Reiss-Engelhorn-Museen                                                               |          | |
| Marburg                 | Hessen                 | Religionskundliche Sammlung                                                          |          | |
| Marburg                 | Hessen                 | Zoologische Sammlung                                                                 |          | |
| München                 | Bayern                 | Staatliches Museum Ägyptischer Kunst                                                 |          | |
| Münster                 | Nordrhein-Westfalen    | Archäologisches Museum der Universität Münster                                       |          | Kleiner Bestand Ägyptica in der Sammlung der Klassischen Archäologie |
| Oldenburg               | Niedersachsen          | Landesmuseum für Kunst und Kulturgeschichte Oldenburg                                |          | |
| Pforzheim               | Baden-Württemberg      | Schmuckmuseum                                                                        |          | |
| Recklinghausen          | Nordrhein-Westfalen    | Ikonen-Museum Recklinghausen                                                         |          | |
| Rostock                 | Mecklenburg-Vorpommern | Archäologische Sammlung der Universität Rostock                                      |          | Kleiner Bestand Ägyptica in der Sammlung der Klassischen Archäologie |
| Speyer                  | Rheinland-Pfalz        | Historisches Museum der Pfalz                                                        |          | |
| Stuttgart               | Baden-Württemberg      | Linden-Museum                                                                        |          | Ägyptologische Sammlung ans Museum der Universität Tübingen abgegeben |
| Stuttgart               | Baden-Württemberg      | Württembergisches Landesmuseum Stuttgart                                             |          | Ägyptologische Sammlung (etwa 600 Objekte) ans Museum der Universität Tübingen abgegeben |
| Trier                   | Rheinland-Pfalz        | Archäologische Sammlung der Universität Trier                                        |          | |
| Tübingen                | Baden-Württemberg      | Ägyptologische Sammlung der Universität                                              |          | |
| Ulm                     | Baden-Württemberg      | Museum Brot und Kunst                                                                |          | |
| Waldenburg              | Sachsen                | Naturalienkabinett Waldenburg                                                        |          | |
| Weiden in der Oberpfalz | Bayern                 | Internationales Keramik-Museum Weiden                                                |          | |
| Werl                    | Nordrhein-Westfalen    | Forum der Völker                                                                     |          | u. a. Mumie mit bemaltem Sarg |
| Wiesbaden               | Hessen                 | Sammlung Nassauischer Altertümer                                                     |          | |
| Wittenberg              | Sachsen-Anhalt         | Städtische Sammlungen Wittenberg                                                     |          | |
| Würzburg                | Bayern                 | Antikensammlung des Martin von Wagner Museums                                        |          | Kleiner Bestand Ägyptica in der Sammlung der Klassischen Archäologie |

## Estland
| Stadt   | Einrichtung                               | Gründung | Anmerkungen |
| ------- | ----------------------------------------- | -------- | ----------- |
| Tallinn | Estnisches Historisches Museum            |          |             |
| Tartu   | Universitäts-Museum für klassische Antike |          |             |

## Finnland
| Stadt    | Einrichtung                        | Gründung | Anmerkungen |
| -------- | ---------------------------------- | -------- | --- |
| Espoo    | Papier-Museum                      |          | |
| Helsinki | Suomen Egyptologinen Seura         | 1969     | Finnische Ägyptologische Gesellschaft                                                                                                   |
| Helsinki | Universitätsmuseum Helsinki        |          | |
| Helsinki | Finnische Nationalbibliothek       |          | |
| Helsinki | Finnische Nationalgalerie          |          | |
| Helsinki | Didrichsen Art and Cultural Museum |          | Das (finnisch:) Didrichsenin taide- ja kulttuurimuseo, kurz Didrichsen Museum, sammelt nur beschränkt Artefakte aus dem Mittleren Osten |
| Tampere  | Sara Hildén Art Museum             |          | |

## Frankreich
| Stadt                 | Region                     | Einrichtung                                                      | Gründung | Anmerkungen                                                  |
| --------------------- | -------------------------- | ---------------------------------------------------------------- | -------- | ------------------------------------------------------------ |
| Abbeville             | Hauts-de-France            | Musée Boucher-de-Perthes                                         |          |                                                              |
| Aix-en-Provence       | Provence-Alpes-Côte d’Azur | Musée Granet                                                     |          |                                                              |
| Aix-les-Bains         | Auvergne-Rhône-Alpes       | Musée archéologique (Diana-Tempel)                               |          |                                                              |
| Amiens                | Hauts-de-France            | Musée de Picardie                                                |          |                                                              |
| Angers                | Pays de la Loire           | Musée Turpin de Crissé                                           |          |                                                              |
| Annecy                | Auvergne-Rhône-Alpes       | Château d’Annecy                                                 |          |                                                              |
| Arles                 | Provence-Alpes-Côte d’Azur | Musée départemental Arles antique                                |          |                                                              |
| Auch                  | Okzitanien                 | Musée de Jakobins                                                |          |                                                              |
| Autun                 | Bourgogne-Franche-Comté    | Musée Rolin                                                      |          |                                                              |
| Auxonne               | Bourgogne-Franche-Comté    | Musée Bonaparte                                                  | 1863     | Keine ägyptischen Objekte. Auf unbestimmte Zeit geschlossen. |
| Avallon               | Bourgogne-Franche-Comté    | Musée de l’Avallonais                                            |          |                                                              |
| Avesnes-sur-Helpe     | Hauts-de-France            | Musée de la Société Archéologique d’Avesnes-sur-Helpe            |          |                                                              |
| Avignon               | Provence-Alpes-Côte d’Azur | Musée Calvet                                                     |          |                                                              |
| Avranches             | Normandie                  | Musée Municipal                                                  |          |                                                              |
| Beaune                | Bourgogne-Franche-Comté    | Musée des Beaux-Arts                                             |          |                                                              |
| Besançon              | Bourgogne-Franche-Comté    | Musée des beaux-arts et d’archéologie de Besançon                |          |                                                              |
| Bordeaux              | Nouvelle-Aquitaine         | Musée d’Aquitaine                                                |          |                                                              |
| Boulogne-sur-Mer      | Hauts-de-France            | Musée de Boulogne-sur-Mer im Schloss                             | 1825     | Schenkung von Auguste Mariette an seine Geburtsstadt         |
| Cannes                | Provence-Alpes-Côte d’Azur | Musée de la Mer de Cannes                                        |          |                                                              |
| Cannes                | Provence-Alpes-Côte d’Azur | Musée de la Castre                                               |          |                                                              |
| Chalon-sur-Saône      | Bourgogne-Franche-Comté    | Musée Vivant Denon                                               |          |                                                              |
| Dijon                 | Bourgogne-Franche-Comté    | Musée des Beaux-Arts de Dijon                                    |          |                                                              |
| Figeac                | Okzitanien                 | Musée Champollion                                                |          |                                                              |
| Grenoble              | Auvergne-Rhône-Alpes       | Musée de Grenoble                                                |          |                                                              |
| Guéret                | Nouvelle-Aquitaine         | Musée d’Art et d’Archéologie de Guéret                           |          |                                                              |
| Laon                  | Hauts-de-France            | Musée Archeologique de Laon                                      |          |                                                              |
| Le Mans               | Pays de la Loire           | Musée de Tessé                                                   |          |                                                              |
| Lille                 | Hauts-de-France            | Palais des Beaux-Arts de Lille                                   |          |                                                              |
| Louhans               | Bourgogne-Franche-Comté    | Musée Municipal                                                  |          |                                                              |
| Lyon                  | Auvergne-Rhône-Alpes       | Musée des beaux-arts de Lyon                                     |          |                                                              |
| Lyon                  | Auvergne-Rhône-Alpes       | Musee Guimet d’Histoire Naturelle                                |          |                                                              |
| Mâcon                 | Bourgogne-Franche-Comté    | Académie de Mâcon                                                |          |                                                              |
| Mâcon                 | Bourgogne-Franche-Comté    | Musée des Ursulines                                              |          |                                                              |
| Marseille             | Provence-Alpes-Côte d’Azur | Musée d’Archéologie Méditerranéenne                              |          |                                                              |
| Nantes                | Pays de la Loire           | Musée départemental Dobrée                                       |          |                                                              |
| Paray-le-Monial       | Bourgogne-Franche-Comté    | Musée eucharistique du Hiéron                                    |          |                                                              |
| Paris                 | Île-de-France              | Louvre                                                           |          |                                                              |
| Paris                 | Île-de-France              | Petit Palais                                                     |          |                                                              |
| Paris                 | Île-de-France              | Musée Jacquemart-André                                           |          | Kopf einer Statue Psammetichs II.                            |
| Périgueux             | Nouvelle-Aquitaine         | Musée du Périgord                                                |          |                                                              |
| Rennes                | Bretagne                   | Musée des Beaux-Arts                                             |          |                                                              |
| Roanne                | Auvergne-Rhône-Alpes       | Musée Joseph Déchelette                                          |          |                                                              |
| Rouen                 | Normandie                  | Musée Départemental des Antiquités                               |          |                                                              |
| Sault                 | Provence-Alpes-Côte d’Azur | Musée Municipal                                                  | 1859     | besitzt ägyptischen Sarg mit Mumie                           |
| Saint-Germain-en-Laye | Île-de-France              | Musée d’Archéologie Nationale                                    |          |                                                              |
| Straßburg             | Grand Est                  | Institut d’Égyptologie                                           |          |                                                              |
| Straßburg             | Grand Est                  | Musée archéologique de Strasbourg                                |          |                                                              |
| Sèvres                | Île-de-France              | Musée national de Céramique                                      |          |                                                              |
| Toulouse              | Okzitanien                 | Musée Georges Labit                                              |          |                                                              |
| Tournus               | Bourgogne-Franche-Comté    | Musée Greuze                                                     |          |                                                              |
| Varzy                 | Bourgogne-Franche-Comté    | Musée Auguste Grasset                                            |          |                                                              |
| Villeneuve-d’Ascq     | Hauts-de-France            | Musée de l’Institut de Papyrologie et d’Egyptologie de Lille III |          |                                                              |

## Georgien
| Stadt   | Einrichtung                                     | Gründung | Anmerkungen |
| ------- | ----------------------------------------------- | -------- | ----------- |
| Sochumi | Abchasisches Landesmuseum                       |          |             |
| Tiflis  | Staatliches Museum der Künste Georgiens         |          |             |
| Tiflis  | Staatliches Simon-Dschanaschia-Museum Georgiens |          |             |

## Ghana
| Stadt | Einrichtung     | Gründung | Anmerkungen |
| ----- | --------------- | -------- | ----------- |
| Accra | National Museum |          |             |

## Griechenland
| Stadt   | Einrichtung                    | Gründung | Anmerkungen |
| ------- | ------------------------------ | -------- | --- |
| Athen   | Archäologisches Nationalmuseum |          | Die ägyptologische Sammlung ist im Vergleich zu den prähistorischen und klassisch-antiken Sammlungen eher klein und ist mit ihren herausragenden Stücken in den Sälen 40 und 41 ausgestellt. Der größte Teil der Sammlung kam durch zwei Privatsammlungen an das Museum: 1892 und 1898 durch Ioannis Dimitriou aus Alexandria und 1904 durch Alexandros Rostovic aus Kairo. Die Sammlung umfasst Stücke von der prädynastischen bis in die römische Zeit. |
| Iraklio | Archäologisches Museum Iraklio |          | |

## Indien
| Stadt     | Einrichtung                             | Gründung | Anmerkungen |
| --------- | --------------------------------------- | -------- | ----------- |
| Delhi     | Nationalmuseum Neu-Delhi                |          |             |
| Hyderabad | State Museum                            |          |             |
| Jaipur    | Central Government Museum               |          |             |
| Kalkutta  | Indian Museum                           |          |             |
| Lakhnau   | State Museum                            |          |             |
| Mumbai    | Framji Dahabhoy Alpaiwalla Museum       |          |             |
| Mumbai    | Prince of Wales Museum of Western India |          |             |
| Vadodara  | Museum and Picture Gallery              |          |             |

## Irak
| Stadt  | Einrichtung                  | Gründung | Anmerkungen |
| ------ | ---------------------------- | -------- | ----------- |
| Bagdad | Staatliche Altertümerbehörde |          |             |
| Mossul | Ägyptische Sammlung          |          |             |

## Iran
| Stadt      | Einrichtung               | Gründung | Anmerkungen |
| ---------- | ------------------------- | -------- | ----------- |
| Hamadan    | Avicenna-Museum           |          |             |
| Persepolis | Persepolis-Museum         |          |             |
| Susa       | Susa-Museum               |          |             |
| Teheran    | Iranisches Nationalmuseum |          |             |

## Irland
| Stadt  | Einrichtung             | Gründung | Anmerkungen |
| ------ | ----------------------- | -------- | ----------- |
| Dublin | Irisches Nationalmuseum |          |             |

## Israel
| Stadt     | Einrichtung                              | Gründung | Anmerkungen |
| --------- | ---------------------------------------- | -------- | ----------- |
| Haifa     | Reuben und Edith Hecht Museum            |          |             |
| Jerusalem | Bible Lands Museum                       |          |             |
| Jerusalem | Israel-Museum                            |          |             |
| Jerusalem | Museum des Studium Biblicum Franciscanum |          |             |

## Italien
| Stadt       | Region                  | Einrichtung                                           | Gründung | Anmerkungen                 |
| ----------- | ----------------------- | ----------------------------------------------------- | -------- | --------------------------- |
| Asti        | Piemont                 | Museo Archeologico e Paleontologico                   |          |                             |
| Bergamo     | Lombardei               | Civico Museo Archeologico di Bergamo                  |          |                             |
| Bologna     | Emilia-Romagna          | Museo Civico Archeologico di Bologna                  |          |                             |
| Brescia     | Lombardei               | Civici Musei d’Arte e Storia – Museo Romano           |          |                             |
| Como        | Lombardei               | Museo Archeologico                                    |          |                             |
| Cortona     | Toskana                 | Museo dell Accademia Etrusca                          |          |                             |
| Cremona     | Lombardei               | Museo Civico „Ala Ponzone“                            |          |                             |
| Domodossola | Piemont                 | Museo Galletti di Palazzo Silvia                      |          |                             |
| Ferrara     | Emilia-Romagna          | Palazzo Schifanoia                                    |          |                             |
| Florenz     | Toskana                 | Museo archeologico nazionale di Firenze, Museo Egizio |          |                             |
| Florenz     | Toskana                 | Convento San Francesco in Fisole                      |          |                             |
| Mailand     | Lombardei               | Museo d’Arte Antica, Castello Sforzesco               |          |                             |
| Mantua      | Lombardei               | Palazzo del Te                                        |          |                             |
| Mantua      | Lombardei               | Palazzo Ducale                                        |          |                             |
| Moncalieri  | Piemont                 | Real Collegio Carlo Alberto                           |          |                             |
| Neapel      | Kampanien               | Archäologisches Nationalmuseum Neapel                 |          |                             |
| Padua       | Venetien                | Museo Civico di Padova                                |          |                             |
| Palermo     | Sizilien                | Museo Archeologico Regionale Antonino Salinas         |          |                             |
| Parma       | Emilia-Romagna          | Museo Archeologico Nazionale di Antichità             |          |                             |
| Pavia       | Lombardei               | Musei Civici di Pavia, Castello Visconteo             |          |                             |
| Pisa        | Toskana                 | Musei di Ateneo                                       |          |                             |
| Rom         | Latium                  | Museo Barracco                                        |          |                             |
| Rom         | Latium                  | Museo di Egitto e Vicino Oriente der Universität Rom  |          | nicht öffentlich zugänglich |
| Rom         | Latium                  | Museo Nazionale Romano                                |          |                             |
| Rovereto    | Trentino-Südtirol       | Museo Civico di Rovereto                              |          |                             |
| Rovigo      | Venetien                | Museo dell Academia dei Concordi                      |          |                             |
| Syrakus     | Sizilien                | Museo del Papiro                                      |          |                             |
| Tagliacozzo | Abruzzen                | Museo Orientale                                       |          |                             |
| Tarent      | Apulien                 | Museo Archeologico Nazionale di Taranto               |          |                             |
| Triest      | Friaul-Julisch Venetien | Civico Museo di Storia ed Arte                        |          |                             |
| Turin       | Piemont                 | Museo di Antichità di Torino                          |          |                             |
| Turin       | Piemont                 | Museo Egizio                                          |          |                             |
| Venedig     | Venetien                | Museo Archeologico                                    |          |                             |
| Verona      | Venetien                | Archäologisches Museum im Römischen Theater           |          |                             |
| Viadana     | Lombardei               | Museo Civico                                          |          |                             |

## Japan
| Stadt | Einrichtung | Gründung | Anmerkungen |
| ----- | ----------- | -------- | ----------- |
| Kōka  | Miho Museum |          |             |

## Jemen
| Stadt | Einrichtung                                                 | Gründung | Anmerkungen |
| ----- | ----------------------------------------------------------- | -------- | ----------- |
| Aden  | Ägyptische Sammlung                                         |          |             |
| Aden  | Generalinstitution für Altertümer, Museen und Handschriften |          |             |

## Jordanien
| Stadt | Einrichtung                  | Gründung | Anmerkungen |
| ----- | ---------------------------- | -------- | ----------- |
| Amman | Archäologisches Museum Amman |          |             |

## Kanada
| Stadt    | Einrichtung          | Gründung | Anmerkungen |
| -------- | -------------------- | -------- | ----------- |
| Montreal | Redpath-Museum       |          |             |
| Toronto  | Royal Ontario Museum |          |             |

## Kroatien
| Stadt  | Einrichtung            | Gründung | Anmerkungen |
| ------ | ---------------------- | -------- | ----------- |
| Zagreb | Archäologisches Museum |          |             |

## Kolumbien
| Stadt  | Einrichtung                | Gründung | Anmerkungen |
| ------ | -------------------------- | -------- | ----------- |
| Bogotá | Museo Nacional de Colombia | 1823     |             |

## Kuba
| Stadt            | Einrichtung                    | Gründung | Anmerkungen |
| ---------------- | ------------------------------ | -------- | ----------- |
| Havanna          | Museo Nacional de Bellas Artes |          |             |
| Santiago de Cuba | Museo Bacardí                  | 1928     |             |

## Lettland
| Stadt | Einrichtung                   | Gründung | Anmerkungen |
| ----- | ----------------------------- | -------- | ----------- |
| Riga  | Museum für Ausländische Kunst |          |             |

## Libanon
| Stadt  | Einrichtung    | Gründung | Anmerkungen |
| ------ | -------------- | -------- | ----------- |
| Beirut | Nationalmuseum |          |             |

## Libyen
| Stadt  | Einrichtung          | Gründung | Anmerkungen |
| ------ | -------------------- | -------- | ----------- |
| Kyrene | Skulptur-Museum      |          |             |
| Susah  | Museum von Apollonia |          |             |

## Litauen
| Stadt   | Einrichtung                                              | Gründung | Anmerkungen |
| ------- | -------------------------------------------------------- | -------- | ----------- |
| Kaunas  | Nationales Mikalojus-Konstantinas-Čiurlionis-Kunstmuseum |          |             |
| Vilnius | Litauisches Kunstmuseum                                  |          |             |
| Vilnius | Historisch-Ethnografisches Museum                        |          |             |

## Malta
| Stadt    | Einrichtung                           | Gründung | Anmerkungen |
| -------- | ------------------------------------- | -------- | ----------- |
| Valletta | Archäologisches Nationalmuseum Maltas |          |             |

## Mexiko
| Stadt        | Einrichtung                    | Gründung | Anmerkungen |
| ------------ | ------------------------------ | -------- | ----------- |
| Mexiko-Stadt | Museo Nacional de las Culturas |          |             |

## Monaco
| Stadt  | Einrichtung                        | Gründung | Anmerkungen |
| ------ | ---------------------------------- | -------- | ----------- |
| Monaco | Musée l’Egypte et le Monde Antique |          |             |

## Niederlande
| Stadt     | Einrichtung                    | Gründung | Anmerkungen |
| --------- | ------------------------------ | -------- | ----------- |
| Amsterdam | Allard Pierson Museum          |          |             |
| Amsterdam | Bijbels Museum                 |          |             |
| Den Haag  | Museon                         |          |             |
| Den Haag  | Museum Meermanno-Westreenianum |          |             |
| Leiden    | Rijksmuseum van Oudheden       |          |             |

## Neuseeland
| Stadt            | Einrichtung                             | Gründung | Anmerkungen |
| ---------------- | --------------------------------------- | -------- | ----------- |
| Auckland         | Auckland War Memorial Museum            |          |             |
| Christchurch     | Canterbury Museum                       |          |             |
| Dunedin          | Otago Museum                            |          |             |
| Palmerston North | Bibliothek                              |          |             |
| Wellington       | Museum of New Zealand Te Papa Tongarewa |          |             |

## Norwegen
| Stadt | Einrichtung                            | Gründung | Anmerkungen |
| ----- | -------------------------------------- | -------- | ----------- |
| Oslo  | Universitetets kulturhistoriske museer |          |             |

## Österreich
| Stadt                 | Bundesland       | Einrichtung                                                    | Gründung        | Anmerkungen                                                                                                   |
| --------------------- | ---------------- | -------------------------------------------------------------- | --------------- | --- |
| Bad Deutsch-Altenburg | Niederösterreich | Museum Carnuntinum                                             |                 | |
| Baden                 | Niederösterreich | Rollettmuseum                                                  |                 | |
| Graz                  | Steiermark       | Landesmuseum Joanneum                                          |                 | |
| Klagenfurt            | Kärnten          | kärnten.museum                                                 | 19. Jahrhundert | Klagenfurter Aegyptiaca, werden vom Münchener Institut für Ägyptologie und Koptologie bearbeitet (Stand 2019) |
| Michelstetten         | Niederösterreich | Schulmuseum                                                    |                 | |
| Wien                  | Wien             | Institut für Ägyptologie                                       |                 | |
| Wien                  | Wien             | Ägyptisch-Orientalische Sammlung des Kunsthistorischen Museums |                 | |
| Wien                  | Wien             | Sigmund Freud Museum                                           |                 | |
| Wien                  | Wien             | Papyrussammlung der Österreichischen Nationalbibliothek        |                 | |

## Polen
| Stadt    | Einrichtung             | Gründung | Anmerkungen |
| -------- | ----------------------- | -------- | ----------- |
| Krakau   | Archäologisches Museum  |          |             |
| Krakau   | Czartoryski-Museum      |          |             |
| Posen    | Archäologisches Museum  |          |             |
| Warschau | Nationalmuseum Warschau | 1862     |             |

## Portugal
| Stadt    | Einrichtung                       | Gründung | Anmerkungen |
| -------- | --------------------------------- | -------- | ----------- |
| Lissabon | Museu Calouste Gulbenkian         |          |             |
| Lissabon | Museu da Farmácia                 |          |             |
| Lissabon | Museu Nacional de Arqueologia     |          |             |
| Porto    | Museu Nacional de Soares dos Reis | 1833     |             |

## Rumänien
| Stadt    | Einrichtung                                    | Gründung | Anmerkungen |
| -------- | ---------------------------------------------- | -------- | ----------- |
| Bukarest | Muzeul Național de Antichități                 |          |             |
| Sibiu    | Muzeul de Etnografie Universală "Franz Binder" |          |             |

## Russland
| Stadt            | Föderationssubjekt 1 | Einrichtung                                                  | Gründung | Anmerkungen                                                                          |
| ---------------- | -------------------- | ------------------------------------------------------------ | -------- | ------------------------------------------------------------------------------------ |
| Abramzewo        | Oblast Moskau        | Museum für Literatur und Kunst                               |          |                                                                                      |
| Archangelskoje   | Oblast Moskau        | Staatliches Museum Landgut Archangelskoje                    |          | Kasten einer Katzenmumie, 1850 von Lew Nikolajewitsch Wolkow aus Saqqara mitgebracht |
| Irkutsk          | Oblast Irkutsk       | Kunstmuseum                                                  |          |                                                                                      |
| Iwanowo          | Oblast Iwanowo       | Kunstmuseum                                                  |          |                                                                                      |
| Jekaterinburg    | Oblast Swerdlowsk    | Kunstmuseum                                                  |          |                                                                                      |
| Jekaterinburg    | Oblast Swerdlowsk    | Historisches Museum                                          |          |                                                                                      |
| Kasan            | Republik Tatarstan   | Nationalmuseum der Republik Tatarstan                        |          |                                                                                      |
| Moskau           | Moskau               | Glinka-Museum für Musikkultur                                |          |                                                                                      |
| Moskau           | Moskau               | Puschkin-Museum                                              |          |                                                                                      |
| Moskau           | Moskau               | Staatliches Museum für Orientalische Kunst                   |          |                                                                                      |
| Moskau           | Moskau               | Universitätsmuseum für Anthropologie                         |          |                                                                                      |
| Murom            | Oblast Wladimir      | Kultur- und Geschichtsmuseum                                 |          |                                                                                      |
| Perm             | Region Perm          | Staatliche Kunstgalerie                                      |          |                                                                                      |
| Perm             | Region Perm          | Staatliche Universität Perm                                  |          |                                                                                      |
| Polenowo         | Oblast Tula          | Staatliches Historisch-künstlerisches und Naturkunde-Museum  |          |                                                                                      |
| Prigorodnoje     | Tschetschenien       |                                                              |          |                                                                                      |
| Rostow am Don    | Oblast Rostow        | Regionalmuseum                                               |          |                                                                                      |
| Sankt Petersburg | Sankt Petersburg     | Eremitage                                                    |          |                                                                                      |
| Sankt Petersburg | Sankt Petersburg     | Institut für Orientstudien der Russischen Nationalbibliothek |          |                                                                                      |
| Sankt Petersburg | Sankt Petersburg     | Museum für Religionsgeschichte                               |          |                                                                                      |
| Sankt Petersburg | Sankt Petersburg     | Russische Nationalbibliothek                                 |          |                                                                                      |
| Sarapul          | Republik Udmurtien   | Museum für Geschichte und Kultur der mittleren Kama-Region   |          |                                                                                      |
| Smolensk         | Oblast Smolensk      |                                                              |          |                                                                                      |
| Sotschi          | Region Krasnodar     | Stadtmuseum                                                  |          |                                                                                      |
| Taganrog         | Oblast Rostow        | Regionalmuseum                                               |          |                                                                                      |
| Tambow           | Oblast Tambow        | Regionalmuseum                                               |          |                                                                                      |
| Woronesch        | Oblast Woronesch     | Kramskoi-Kunstmuseum                                         |          |                                                                                      |

## Schweden
| Stadt     | Einrichtung              | Gründung | Anmerkungen |
| --------- | ------------------------ | -------- | ----------- |
| Linköping | Östergötlands Länsmuseum |          |             |
| Lund      | Kulturhistoriska museet  |          |             |
| Stockholm | Medelhavsmuseet          |          |             |
| Uppsala   | Gustavianum              |          |             |

## Schweiz
| Stadt             | Kanton                | Einrichtung                                    | Gründung       | Anmerkungen |
| ----------------- | --------------------- | ---------------------------------------------- | -------------- | --- |
| Appenzell         | Appenzell Innerrhoden | Museum Appenzell                               |                | |
| Basel             | Basel-Stadt           | Museum der Kulturen Basel                      |                | |
| Basel             | Basel-Stadt           | Antikenmuseum Basel und Sammlung Ludwig        |                | |
| Bern              | Bern                  | Historisches Museum Bern                       |                | |
| Burgdorf          | Bern                  | Museum für Völkerkunde Burgdorf                |                | |
| Freiburg          | Freiburg              | Bibel-und-Orient-Museum                        |                | |
| Genf              | Genf                  | Musée d’art et d’histoire                      |                | |
| Neuenburg         | Neuenburg             | Schloss Yverdon                                |                | |
| St. Gallen        | St. Gallen            | Historisches und Völkerkundemuseum St. Gallen  |                | |
| St. Gallen        | St. Gallen            | Stiftsbibliothek St. Gallen                    | spätestens 719 | Hier liegt die Mumie von Schepenese. Der Doppelsarg und die Mumie gelangten 1820 als erstes ägyptisches Bestattungsensemble in die Schweiz. |
| Yverdon-les-Bains | Waadt                 | Schloss Yverdon                                |                | |
| Zürich            | Zürich                | Archäologische Sammlung der Universität Zürich |                | |
| Zürich            | Zürich                | Museum Rietberg                                |                | |

## Serbien
| Stadt   | Einrichtung                                          | Gründung | Anmerkungen |
| ------- | ---------------------------------------------------- | -------- | ----------- |
| Belgrad | Archäologische Sammlung der Philosophischen Fakultät |          |             |
| Belgrad | Museum der Geschichte Jugoslawiens                   |          |             |
| Sombor  | Stadtmuseum                                          |          |             |
| Vršac   | Stadtmuseum                                          |          |             |

## Slowakei
| Stadt           | Einrichtung                            | Gründung | Anmerkungen |
| --------------- | -------------------------------------- | -------- | ----------- |
| Betliar         | Státny Kultúrny Majetok                |          |             |
| Bratislava      | Archäologisches Museum Bratislava      |          |             |
| Bratislava      | Slowakisches Nationalmuseum            |          |             |
| Bratislava      | Museum der Stadt Bratislava            |          |             |
| Bratislava      | Naturgeschichtliches Museum Bratislava |          |             |
| Levice          | Tekovské múzeum                        |          |             |
| Nitra           | Ponitrianske múzeum                    |          |             |
| Prievidza       | Hornonitrianske múzeum                 |          |             |
| Rimavská Sobota | Gemer-Malohont-Museum                  |          |             |

## Slowenien
| Stadt     | Einrichtung                 | Gründung | Anmerkungen |
| --------- | --------------------------- | -------- | ----------- |
| Ljubljana | Slowenisches Nationalmuseum |          |             |

## Spanien
| Stadt                  | Autonome Gemeinschaft | Einrichtung | Gründung | Anmerkungen                                                                                       |
| ---------------------- | --------------------- | --- | -------- | ------------------------------------------------------------------------------------------------- |
| A Coruña               | Galicien              | Museo Arqueológico e Histórico. Castillo de San Antón                                                                     |          |                                                                                                   |
| Almuñécar              | Andalusien            | Museu Arqueológico |          |                                                                                                   |
| Amposta                | Katalonien            | Museu del Montsià |          |                                                                                                   |
| Banyoles               | Katalonien            | Museo Darder |          |                                                                                                   |
| Barcelona              | Katalonien            | Museu Egipci |          |                                                                                                   |
| Barcelona              | Katalonien            | Hotel Claris: Egyptian Museum                                                                                             |          |                                                                                                   |
| Barcelona              | Katalonien            | Museu Arqueologia de Catalunya-Barcelona                                                                                  |          |                                                                                                   |
| Barcelona              | Katalonien            | Museu del Perfum (Fundacio’s Planas Giralt)                                                                               |          |                                                                                                   |
| Barcelona              | Katalonien            | Museu Textil i d’Indumentaria                                                                                             |          |                                                                                                   |
| Cartagena              | Murcia                | Museo Arqueológico Municipal Enrique Escudero de Castro                                                                   |          |                                                                                                   |
| Castellón de la Plana  | Valencia              | Museu de Belles Arts de Castelló de la Plana                                                                              |          |                                                                                                   |
| Ciudad Real            | Kastilien-La Mancha   | Museo de Ciudad Real |          |                                                                                                   |
| Córdoba                | Andalusien            | Colección egipcia de la Real Academia de Córdoba de Ciencias, Bellas Artes y Nobles Artes                                 |          |                                                                                                   |
| Donostia-San Sebastián | Baskenland            | Museo de San Telmo |          |                                                                                                   |
| El Vendrell            | Katalonien            | Museu Arqueològic del Vendrell                                                                                            |          |                                                                                                   |
| Empúries               | Katalonien            | Museu Arqueologia de Catalunya-Empúries                                                                                   |          |                                                                                                   |
| Figueres               | Katalonien            | Museu del Joguet de Catalunya                                                                                             |          |                                                                                                   |
| Girona                 | Katalonien            | Museu Arqueologia de Catalunya-Girona                                                                                     |          |                                                                                                   |
| Granada                | Andalusien            | Museo Arqueológico de Granada                                                                                             |          |                                                                                                   |
| Huesca                 | Aragonien             | Museo de Huesca |          |                                                                                                   |
| Lleida                 | Katalonien            | Institut Estudis Ilerdencs                                                                                                |          |                                                                                                   |
| León                   | Kastilien-León        | Museo Liceo Egipcio |          |                                                                                                   |
| Madrid                 | Madrid                | Museo Arqueológico Nacional de España                                                                                     |          |                                                                                                   |
| Madrid                 | Madrid                | Museo Cerralbo |          |                                                                                                   |
| Madrid                 | Madrid                | Museo de Antropologia Medico-Forense, Paleopatologia y Criminalistica Profesor Reverte Coma                               |          |                                                                                                   |
| Madrid                 | Madrid                | Hotel Urban: Egyptian Museum                                                                                              |          |                                                                                                   |
| Madrid                 | Madrid                | Museo Lázaro Galdeano |          |                                                                                                   |
| Madrid                 | Madrid                | Real Academia de la Historia                                                                                              |          |                                                                                                   |
| Madrid                 | Madrid                | Real Academia de Bellas Artes de San Fernando                                                                             |          |                                                                                                   |
| Madrid                 | Madrid                | Tempel von Debod | 1972     |                                                                                                   |
| Málaga                 | Andalusien            | Museo de Málaga (Palacio de la Aduana)                                                                                    |          |                                                                                                   |
| Mataró                 | Katalonien            | Museu Comarcal del Maresme                                                                                                |          |                                                                                                   |
| Melilla                |                       | Museo Egipcio de Melilla (M.E.M)                                                                                          |          |                                                                                                   |
| Montserrat             | Katalonien            | Museu de Montserrat |          |                                                                                                   |
| Pontevedra             | Galicien              | Museo de Ponteverda |          |                                                                                                   |
| Peralada               | Katalonien            | Museo del Vidrio y Cerámica (Museu del Castell de Peralada)                                                               |          |                                                                                                   |
| Sant Cugat del Vallès  | Katalonien            | Centre Borja I Institut de Teologia Fonamental                                                                            |          |                                                                                                   |
| Sant Feliu de Codines  | Katalonien            | Museo Arqueológico Municipal Can Xifreda                                                                                  |          |                                                                                                   |
| Santa Cruz de Tenerife | Kanarische Inseln     | Museo de Bellas Artes de Santa Cruz de Tenerife                                                                           |          |                                                                                                   |
| Santa Cruz de Tenerife | Kanarische Inseln     | Museo de la Naturaleza y el Hombre                                                                                        |          |                                                                                                   |
| Saragossa              | Aragonien             | Museo de Zaragoza |          |                                                                                                   |
| Sevilla                | Andalusien            | Collecion de la Universidad de Sevilla (Departamento de Prehistoria y Arqueología de la Facultad de Geografía e Historia) |          |                                                                                                   |
| Sitges                 | Katalonien            | Museu del Cau Ferrat | 1933     | U. a. kleine archäologische Sammlung des Malers Santiago Rusiñol, darunter auch ägyptische Stücke |
| Tarragona              | Katalonien            | Museu Biblic Tarraconense                                                                                                 |          |                                                                                                   |
| Tarragona              | Katalonien            | Museu Nacional Arqueològic de Tarragona                                                                                   |          |                                                                                                   |
| Terrassa               | Katalonien            | Museu Provincial Tèxtil de Terrassa                                                                                       |          |                                                                                                   |
| Ullastret              | Katalonien            | Museu d’Arqueología de Catalunya-Ullastret                                                                                |          |                                                                                                   |
| Valladolid             | Kastilien-León        | Museo Fundación Cristobal Gabarrón                                                                                        |          |                                                                                                   |
| Vic                    | Katalonien            | Museu (Arqueològic-Artistic) Episcopal de Vic                                                                             |          |                                                                                                   |
| Vilanova i la Geltrú   | Katalonien            | Museu-Biblioteca Victor Balaguer de Vilanova I la Geltrú                                                                  |          |                                                                                                   |

## Sri Lanka
| Stadt   | Einrichtung                | Gründung | Anmerkungen |
| ------- | -------------------------- | -------- | ----------- |
| Colombo | National Museum of Colombo |          |             |

## Südafrika
| Stadt    | Einrichtung                | Gründung | Anmerkungen |
| -------- | -------------------------- | -------- | ----------- |
| Kapstadt | Iziko South African Museum | 1825     |             |

## Sudan
| Stadt   | Einrichtung          | Gründung | Anmerkungen |
| ------- | -------------------- | -------- | ----------- |
| Karthum | Nationalmuseum Sudan |          |             |

## Syrien
| Stadt    | Einrichtung             | Gründung | Anmerkungen |
| -------- | ----------------------- | -------- | ----------- |
| Aleppo   | Nationalmuseum Aleppo   |          |             |
| Damaskus | Nationalmuseum Damaskus |          |             |
| Latakia  | Ras Schamra-Museum      |          |             |

## Tadschikistan
| Stadt     | Einrichtung                                            | Gründung | Anmerkungen |
| --------- | ------------------------------------------------------ | -------- | ----------- |
| Duschanbe | Institut für Geschichte, Archäologie und Anthropologie |          |             |

## Tschechien
| Stadt | Einrichtung     | Gründung | Anmerkungen |
| ----- | --------------- | -------- | ----------- |
| Prag  | Náprstek-Museum |          |             |

## Tunesien
| Stadt    | Einrichtung                | Gründung | Anmerkungen |
| -------- | -------------------------- | -------- | ----------- |
| Karthago | Musée National de Carthage |          |             |
| Tunis    | Musée National de Bardo    |          |             |

## Türkei
| Stadt    | Einrichtung                       | Gründung | Anmerkungen |
| -------- | --------------------------------- | -------- | ----------- |
| Bodrum   | Museum für Unterwasserarchäologie |          |             |
| Istanbul | Archäologisches Museum Istanbul   | 1891     |             |

## Turkmenistan
| Stadt   | Einrichtung             | Gründung | Anmerkungen |
| ------- | ----------------------- | -------- | ----------- |
| Aşgabat | Institut für Geschichte |          |             |

## Ukraine
| Stadt           | Gebiet                 | Einrichtung                                                                | Gründung | Anmerkungen                        |
| --------------- | ---------------------- | -------------------------------------------------------------------------- | -------- | ---------------------------------- |
| Bachtschyssaraj | Autonome Republik Krim | Historisch-Archäologisches Museum                                          |          |                                    |
| Dnipro          | Oblast Dnipropetrowsk  | Historisches Museum Dnipropetrowsk, benannt nach D. I. Jawornizkogo        |          |                                    |
| Jewpatorija     | Autonome Republik Krim |                                                                            |          |                                    |
| Kertsch         | Autonome Republik Krim | Historisch-Archäologisches Museum                                          |          |                                    |
| Kiew            | Kiew                   | Museum der westlichen und orientalischen Kunst Kiew                        |          |                                    |
| Kiew            | Kiew                   | Nationales Historisches Museum der Ukraine                                 |          | Ein Skarabäus                      |
| Kiew            | Kiew                   | Kiewer-Petschersky Nationales historisch-architektonisches Museumsreservat |          | Zwei Sargdeckel und ein Sargkasten |
| Lwiw            | Oblast Lwiw            | Ethnografisches Museum                                                     |          |                                    |
| Mykolajiw       | Oblast Mykolajiw       | Regionalmuseum für Lokalgeschichte                                         |          |                                    |
| Odessa          | Oblast Odessa          | Archäologisches Museum                                                     |          |                                    |
| Poltawa         | Oblast Poltawa         | Regionalmuseum                                                             |          |                                    |
| Sewastopol      | Sewastopol             | Historisch-Archäologisches Museum                                          |          |                                    |
| Simferopol      | Autonome Republik Krim | Regionalmuseum der Krim                                                    |          |                                    |

## Ungarn
| Stadt    | Einrichtung          | Gründung | Anmerkungen |
| -------- | -------------------- | -------- | ----------- |
| Budapest | Szépművészeti Múzeum |          |             |

## Uruguay
| Stadt      | Einrichtung                                                       | Gründung | Anmerkungen |
| ---------- | ----------------------------------------------------------------- | -------- | ----------- |
| Montevideo | Ägyptisches Museum der uruguayischen ägyptologischen Gesellschaft |          |             |
| Montevideo | Museo de Artes Decorativas                                        |          |             |
| Montevideo | Museo de Historia del Arte (MuHAr)                                |          |             |

## Vatikanstadt
| Stadt        | Einrichtung             | Gründung | Anmerkungen |
| ------------ | ----------------------- | -------- | ----------- |
| Vatikanstadt | Museo Gregoriano Egizio | 1839     |             |

## Venezuela
| Stadt   | Einrichtung                      | Gründung | Anmerkungen |
| ------- | -------------------------------- | -------- | ----------- |
| Caracas | Museo de Bellas Artes de Caracas |          |             |

## Vereinigte Staaten
| Stadt          | Bundesstaat    | Einrichtung                                                                             | Gründung | Anmerkungen |
| -------------- | -------------- | --------------------------------------------------------------------------------------- | -------- | --- |
| Ann Arbor      | Michigan       | Kelsey Museum of Archaeology                                                            |          | |
| Atlanta        | Georgia        | Michael C. Carlos Museum                                                                |          | |
| Baltimore      | Maryland       | Walters Art Museum                                                                      |          | |
| Berkeley       | Kalifornien    | Phoebe A. Hearst Museum of Anthropology, ehemals Robert H. Lowie Museum of Anthropology |          | |
| Beverly Hills  | Kalifornien    | California Museum of Ancient Art                                                        |          | |
| Boston         | Massachusetts  | Museum of Fine Arts                                                                     | 1870     | |
| Cambridge      | Massachusetts  | Arthur M. Sackler Museum                                                                | 1985     | |
| Cambridge      | Massachusetts  | Harvard Semitic Museum                                                                  | 1889     | 40.000 Artefakte aus zumeist eigenen Ausgrabungen aus dem gesamten Nahen Osten, darunter ein nennenswerter Teil ägyptologischer Funde |
| Chicago        | Illinois       | Oriental Institute Museum                                                               |          | |
| Cleveland      | Ohio           | Cleveland Museum of Art                                                                 |          | |
| Dallas         | Texas          | Dallas Museum of Art                                                                    |          | |
| Detroit        | Michigan       | Detroit Institute of Arts                                                               |          | |
| Fort Worth     | Texas          | Kimbell Art Museum                                                                      | 1972     | drei Statuen und eine Mumienmaske |
| Greenville     | South Carolina | Bob Jones University, Museum & Gallery                                                  |          | |
| Houston        | Texas          | Houston Museum of Natural Science                                                       | 2013     | Hall of Ancient Egypt |
| Kansas City    | Missouri       | Nelson-Atkins Museum of Art                                                             |          | |
| Los Angeles    | Kalifornien    | Los Angeles County Museum of Art                                                        |          | |
| Memphis        | Tennessee      | Art Museum of the University of Memphis                                                 |          | |
| Minneapolis    | Minnesota      | Minneapolis Institute of Arts                                                           |          | |
| New Haven      | Connecticut    | Peabody Museum of Natural History                                                       | 1866     | |
| New York       | New York       | Brooklyn Museum                                                                         |          | |
| New York       | New York       | Metropolitan Museum of Art                                                              |          | |
| Newark         | New Jersey     | Newark Museum                                                                           |          | |
| Oxford         | Mississippi    | University of Mississippi Museum, David M. Robinson Memorial Collection                 |          | |
| Philadelphia   | Pennsylvania   | University of Pennsylvania Museum of Archaeology and Anthropology                       |          | |
| Pittsburgh     | Pennsylvania   | Carnegie Museum of Art                                                                  |          | |
| Richmond       | Virginia       | Virginia Museum of Fine Arts                                                            |          | |
| Rochester      | New York       | Memorial Art Gallery                                                                    |          | |
| Salt Lake City | Utah           | Utah Museum of Fine Arts                                                                |          | |
| San Diego      | Kalifornien    | San Diego Museum of Man                                                                 | 1915     | |
| San Francisco  | Kalifornien    | Fine Arts Museums of San Francisco, California Palace of the Legion of Honor            |          | |
| San José       | Kalifornien    | Rosicrucian Egyptian Museum                                                             | 1928     | Sammlung des Antiquus Mysticusque Ordo Rosæ Crucis                                                                                    |
| Seattle        | Washington     | Seattle Art Museum                                                                      |          | |
| St. Louis      | Missouri       | Saint Louis Art Museum                                                                  |          | |
| Worcester      | Massachusetts  | Worcester Art Museum                                                                    | 1896     | |

## Vereinigtes Königreich
| Stadt               | Landesteil | Einrichtung                                        | Gründung | Anmerkungen                                              |
| ------------------- | ---------- | -------------------------------------------------- | -------- | -------------------------------------------------------- |
| Aberdeen            | Schottland | Marischal Museum, University of Aberdeen           |          | Seit 2008 geschlossen.                                   |
| Birmingham          | England    | Birmingham Museum & Art Gallery                    |          |                                                          |
| Bolton              | England    | Bolton Museums, Art Gallery and Aquarium           |          |                                                          |
| Brighton            | England    | Brighton Museum and Art Gallery                    |          |                                                          |
| Bristol             | England    | Bristol’s City Museum and Art Gallery              |          |                                                          |
| Cambridge           | England    | Fitzwilliam Museum                                 | 1816     |                                                          |
| Dundee              | Schottland | McManus Galleries                                  |          |                                                          |
| Durham              | England    | Oriental Museum der Durham University              |          |                                                          |
| Edinburgh           | Schottland | National Museums of Scotland, Royal Museum         |          |                                                          |
| Glasgow             | Schottland | Hunterian Museum                                   |          |                                                          |
| Glasgow             | Schottland | Kelvingrove Art Gallery and Museum                 |          |                                                          |
| Glasgow             | Schottland | The Burrell Collection                             | 1944     |                                                          |
| Greenock            | Schottland | McLean Museum and Art Gallery                      |          |                                                          |
| Ipswich             | England    | Ipswich Museum                                     |          |                                                          |
| Kent                | England    | Chiddingstone Castle                               | 1955     | Sammlung von Denys Eyre Bower                            |
| Leicester           | England    | Leicester Museum & Art Gallery                     |          |                                                          |
| Liverpool           | England    | World Museum, National Museums Liverpool           |          |                                                          |
| London              | England    | British Museum                                     | 1753     |                                                          |
| London, Southwark   | England    | Cuming Museum                                      | 1906     | Sammlung von Richard Cuming und Henry Syer Cuming        |
| London              | England    | Freud Museum                                       |          |                                                          |
| London              | England    | Horniman Museum                                    | 1901     |                                                          |
| London, Harrow      | England    | Harrow School Collection                           |          |                                                          |
| London              | England    | Petrie Museum of Egyptian Archaeology              | 1892     |                                                          |
| London              | England    | Sir John Soane’s Museum                            | 1837     |                                                          |
| London              | England    | Victoria and Albert Museum                         |          |                                                          |
| Manchester          | England    | Manchester Museum                                  |          |                                                          |
| Newbury             | England    | Highclere Castle                                   | 1922     | Sammlung von Lord Carnarvon                              |
| Newcastle upon Tyne | England    | Great North Museum: Hancock                        | 1884     |                                                          |
| Norwich             | England    | Norwich Castle Museum                              | 1925     | Sammlung von Henry Rider Haggard und weitere Schenkungen |
| Nottingham          | England    | Castle Museum & Art Gallery                        |          |                                                          |
| Oxford              | England    | Ashmolean Museum                                   | 1683     |                                                          |
| Oxford              | England    | Pitt Rivers Museum                                 |          |                                                          |
| Swansea             | Wales      | Museum of Egyptian Antiquities, Swansea University | 1971     | [ 30 ]                                                   |
| Wimborne Minster    | England    | Kingston Lacy                                      |          | Sammlung von William John Bankes                         |
| Worcester           | England    | Worcester City Museums                             |          |                                                          |